# يونيوندايل (نيويورك)
يونيوندايل (بالإنجليزية: Uniondale)‏ هي قرية غير مضمنة في ولاية نيويورك الأمريكية. يبلغ عدد سكانها حسب تعداد سنة 2000: 23,011 نسمة. ويبلغ عددهم حسب تقدير 2007 حوالي:23,800 نسمة.

## التركيبة السكانية
حدّد مكتب تعداد الولايات المتحدة بيانات التركيبة السكانية ليونيوندايل في تعداد الولايات المتحدة. في ما يلي، التركيبة السكانية حسب تعدادي 2000 و2010.

### تعداد عام 2000
بلغ عدد سكان يونيوندايل 23,011 نسمة بحسب تعداد عام 2000، وبلغ عدد الأسر 6,026 أسرة وعدد العائلات 4,829 عائلة مقيمة في المنطقة السكنية. في حين سجلت الكثافة السكانية 3,334.9 نسمة لكل كيلومتر مربع (8,637.4/ميل2). وبلغ عدد الوحدات السكنية 6,201 وحدة بمتوسط كثافة قدره 898.7 لكل كيلومتر مربع (2,327.6/ميل2).
وتوزع التركيب العرقي للمنطقة السكنية بنسبة 26.97% من البيض و55.53% من الأمريكيين الأفارقة و0.35% من الأمريكيين الأصليين و2.10% من الأمريكيين ذوي الأصول الآسيوية و0.08% من سكان جزر المحيط الهادئ و9.95% من الأعراق الأخرى و5.01% من عرقين مختلطين أو أكثر و22.86% من الهسبانيون أو اللاتينيون من أي عرق.
بلغ عدد الأسر 6,026 أسرة كانت نسبة 48.9% منها لديها أطفال تحت سن الثامنة عشر تعيش معهم، وبلغت نسبة الأزواج القاطنين مع بعضهم البعض 52.9% من أصل المجموع الكلي للأسر، ونسبة 20.9% من الأسر كان لديها معيلات من الإناث دون وجود شريك، بينما كانت نسبة 6.3% من الأسر لديها معيلون من الذكور دون وجود شريكة وكانت نسبة 19.9% من غير العائلات. تألفت نسبة 16% من أصل جميع الأسر من عدة أفراد يعيشون في نفس المنزل ونسبة 8.5% كانت تتألف من شخص يعيش بمفرده يبلغ من العمر 65 عاماً أو أكثر. وبلغ متوسط حجم الأسرة المعيشية 3.66، أما متوسط حجم العائلات فبلغ 3.95.
بلغ العمر الوسطي للسكان 34.9 عاماً. وكانت نسبة 26.5% من القاطنين تحت سن الثامنة عشر، وكانت نسبة 9.7% بين الثامنة عشر والرابعة والعشرين عاماً، ونسبة 28.9% كانت واقعةً في الفئة العمرية ما بين الخامسة والعشرين والرابعة والأربعين عاماً، ونسبة 21% كانت ما بين الخامسة والأربعين والرابعة والستين، ونسبة 9.9% كانت ضمن فئة الخامسة والستين عاماً فما فوق. يوجد لكل 100 أنثى 90.4 ذكر، ويوجد لكل 100 أنثى في الثامنة عشر من عمرها فما فوق 85.8 ذكر.
بلغ متوسط دخل الأسرة في المنطقة السكنية 61,410 دولارًا، أما متوسط دخل العائلة فبلغ 67,264 دولارًا. وكان متوسط دخل الذكور 32,417 دولارًا مقابل 31,169 دولارًا للإناث. وسجل دخل الفرد الخاص بالمنطقة السكنية 19,069 دولارًا. وكانت نسبة 6% من العائلات ونسبة 8.8% من السكان تحت خط الفقر، وكان من هؤلاء نسبة 9.3% تحت سن الثامنة عشر ونسبة 12.9% في الخامسة والستين من العمر وما فوق.

### تعداد عام 2010
بلغ عدد سكان يونيوندايل 24,759 نسمة بحسب تعداد عام 2010، وبلغ عدد الأسر 6,084 أسرة وعدد العائلات 4,818 عائلة مقيمة في المنطقة السكنية. في حين سجلت الكثافة السكانية 3,588.3 نسمة لكل كيلومتر مربع (9,293.7/ميل2). وبلغ عدد الوحدات السكنية 6,311 وحدة بمتوسط كثافة قدره 914.6 لكل كيلومتر مربع (2,368.8/ميل2).
وتوزع التركيب العرقي للمنطقة السكنية بنسبة 24.43% من البيض و48.55% من الأمريكيين الأفارقة و0.65% من الأمريكيين الأصليين و2.05% من الأمريكيين ذوي الأصول الآسيوية و0.08% من سكان جزر المحيط الهادئ و20.42% من الأعراق الأخرى و3.82% من عرقين مختلطين أو أكثر و38.84% من الهسبانيون أو اللاتينيون من أي عرق.
بلغ عدد الأسر 6,084 أسرة كانت نسبة 47.2% منها لديها أطفال تحت سن الثامنة عشر تعيش معهم، وبلغت نسبة الأزواج القاطنين مع بعضهم البعض 47.8% من أصل المجموع الكلي للأسر، ونسبة 22.5% من الأسر كان لديها معيلات من الإناث دون وجود شريك، بينما كانت نسبة 8.9% من الأسر لديها معيلون من الذكور دون وجود شريكة وكانت نسبة 20.8% من غير العائلات. تألفت نسبة 16% من أصل جميع الأسر من عدة أفراد يعيشون في نفس المنزل ونسبة 8.9% كانت تتألف من شخص يعيش بمفرده يبلغ من العمر 65 عاماً أو أكثر. وبلغ متوسط حجم الأسرة المعيشية 3.96، أما متوسط حجم العائلات فبلغ 4.13.
بلغ العمر الوسطي للسكان 34.6 عاماً. وكانت نسبة 24.4% من القاطنين تحت سن الثامنة عشر، وكانت نسبة 11.1% بين الثامنة عشر والرابعة والعشرين عاماً، ونسبة 29.4% كانت واقعةً في الفئة العمرية ما بين الخامسة والعشرين والرابعة والأربعين عاماً، ونسبة 23.6% كانت ما بين الخامسة والأربعين والرابعة والستين، ونسبة 11.5% كانت ضمن فئة الخامسة والستين عاماً فما فوق. وتوزع التركيب الجنسي للسكان بنسبة 48.4% ذكور و51.6% إناث.

## أعلام
- كاثرين كالفرت
- هاري لارسون
- ريتشارد بليس
- كاهيم سيورايت